# Astrocles actinodetus
Espèce
Astrocles actinodetus est une espèce d'étoiles de mer de la famille des Brisingidae.

## Habitat et répartition
Cette étoile vit sur les côtes nord-est du Pacifique, de l'Oregon au Canada.